# Vikramjit Singh
Vikramjit Singh (nacido el 9 de enero de 2003) es un jugador de críquet holandés. En abril de 2020, fue uno de los diecisiete jugadores de críquet holandeses que fueron nombrados en el equipo senior del equipo.

## Carrera profesional
En septiembre de 2019, Singh fue incluido en el equipo holandés Twenty20 International (T20I) para la Irlanda Tri-Nation Series 2019-2020. El 19 de septiembre de 2019, Singh hizo su debut en el T20I con Holanda, contra Escocia.